# 博蒂茲鄉
47°50′N 22°57′E / 47.833°N 22.950°E
博蒂茲鄉（羅馬尼亞語：Comuna Botiz, Satu Mare），是羅馬尼亞的鄉份，位於該國西北部，由薩圖馬雷縣負責管轄，面積37平方公里，海拔高度125米，2007年人口3,504，人口密度每平方公里95人。